# Campylocentrum multiflorum
Campylocentrum multiflorum är en orkidéart som beskrevs av Rudolf Schlechter. Campylocentrum multiflorum ingår i släktet Campylocentrum och familjen orkidéer. Inga underarter finns listade i Catalogue of Life.